# Miesenbach (Dolní Rakousy)
Miesenbach je obec v rakouské spolkové zemi Dolní Rakousy, v okrese Vídeňské Nové Město.
K 1. lednu 2014 zde žilo 691 obyvatel.

## Osobnosti
- Friedrich Gauermann (1807–1862), malíř zvířat rakouského biedermeieru
- Walther Sohm (1909–2001)
- Clemens Martin Auer (* 1957), Politik (ÖVP)
- Josef Schönthaler, architekt